# Iwona Dzięcioł-Marcinkiewicz
Pour les articles homonymes, voir Marcinkiewicz.
Iwona Dzięcioł-Marcinkiewicz, née Iwona Dzięcioł le 23 mai 1975 à Varsovie, est une archère polonaise.

## Biographie
Iwona Dzięcioł-Marcinkiewicz dispute les Jeux olympiques à quatre reprises (1992 à Barcelone, 1996 à Atlanta, 2004 à Athènes et 2008 à Pékin). Elle remporte avec Katarzyna Klata et Joanna Nowicka la médaille de bronze olympique par équipe aux Jeux d'Atlanta.